# Susanne Bier
Pour les articles homonymes, voir Bier.
 (mai 2017).
Si vous disposez d'ouvrages ou d'articles de référence ou si vous connaissez des sites web de qualité traitant du thème abordé ici, merci de compléter l'article en donnant les références utiles à sa vérifiabilité et en les liant à la section « Notes et références ».
Susanne Bier [susanə ˈbiɐ̯ˀ] est une réalisatrice danoise, née à Copenhague, Danemark le 15 avril 1960.

## Biographie

### Formation et débuts
Susanne Bier étudie les arts appliqués à l'École Bezalel de Jérusalem, puis l'architecture à Londres, avant d'entrer à l'École nationale de cinéma du Danemark. En 1987, son film de fin d'études De saliges remporte le Premier Prix au Filmschoolfest Munich (en) en Allemagne et Channel 4 en acquiert les droits de diffusion.[réf. nécessaire]
Tout en réalisant des vidéo clips et des spots publicitaires, elle poursuit sa carrière cinématographique. Elle dirige son premier long-métrage en 1991, Freud quitte la maison, dans lequel apparaît Peter Stormare. Elle alterne les genres passant de la comédie familiale (Affaires de famille en 1994) au thriller (Sekten en 1997).

### Reconnaissance internationale (années 2000)
En 2004, avec Brothers, qu’elle scénarise et réalise, elle acquiert une reconnaissance internationale. En effet, ce film s’exporte très bien en Europe et reçoit de nombreuses récompenses dans des festivals, et un remake américain, toujours intitulé Brothers, est réalisé en 2009, mis en scène par Jim Sheridan avec Tobey Maguire, Jake Gyllenhaal et Natalie Portman.
En 2006, la réalisatrice accroît sa notoriété avec After the Wedding, qui sort en 2007 aux États-Unis et est nommé à l’Oscar du meilleur film étranger.
Gardant un rythme soutenu, elle tourne en 2008 Nos souvenirs brûlés, avec une distribution hollywoodienne : Halle Berry et Benicio del Toro. Le long-métrage est produit par Sam Mendes. Les critiques accueillent favorablement ce long-métrage mais le box-office est décevant.
Toujours en 2008, lors du 61e Festival de Cannes, elle est membre du jury de la Cinéfondation et des courts métrages, présidé par le réalisateur Hou Hsiao-hsien.
Elle retourne au Danemark pour son prochain film : en 2011 sort le mélodrame Revenge, qui lui vaut le Golden Globe du meilleur film étranger et l'Oscar du meilleur film étranger. La même année, elle fait partie du jury du 6e Festival international du film de Rome, sous la présidence du compositeur italien Ennio Morricone.
La réalisatrice se consacre désormais à des projets hollywoodiens.

### Carrière hollywoodienne (années 2010)

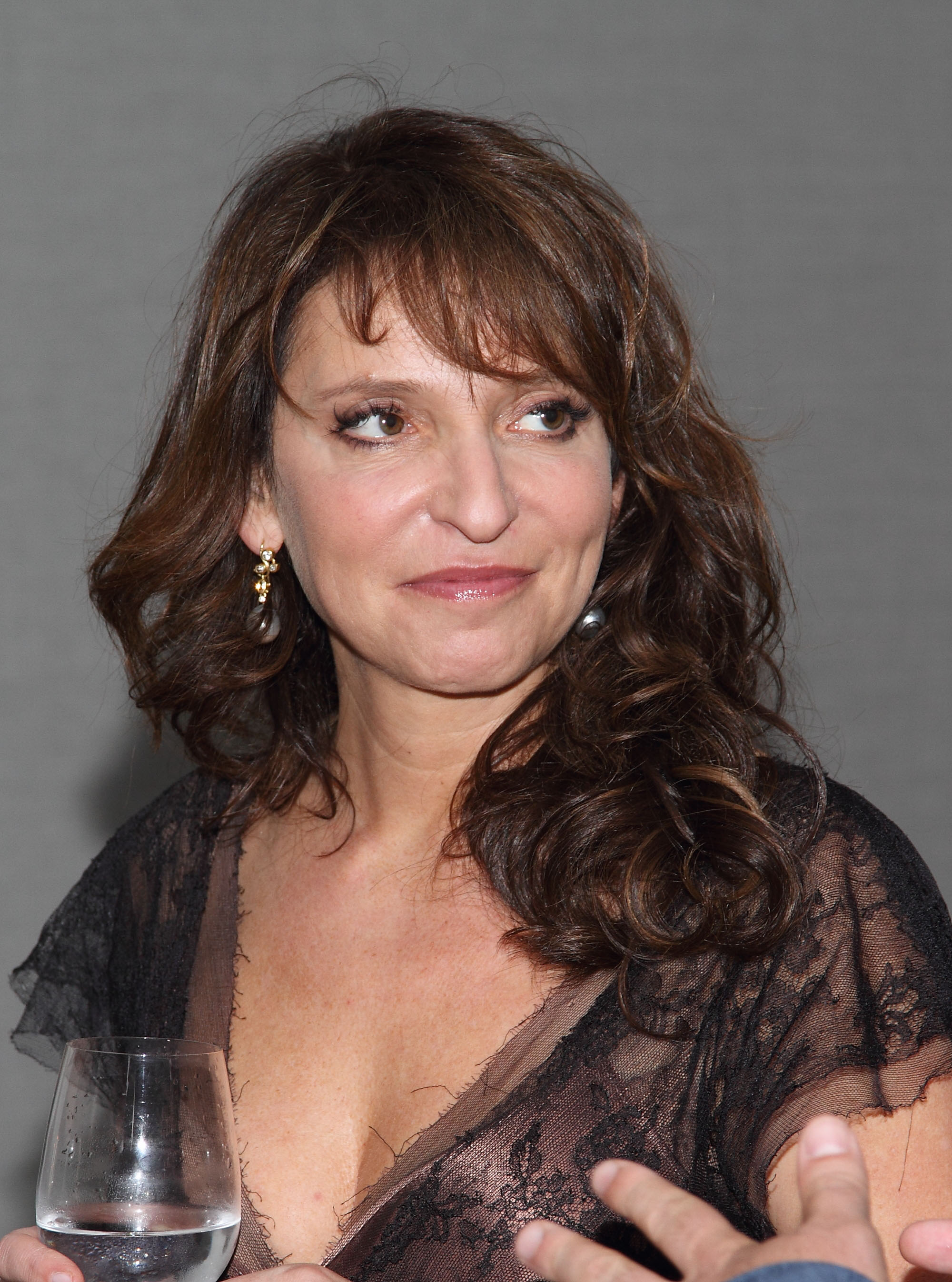
Susanne Bier en 2011.

L'année 2012 la voit dévoiler la comédie dramatique Love is all you need, pour lequel elle entoure Pierce Brosnan d'un casting entièrement danois.
En février 2013, elle fait partie du jury du 63e Festival de Berlin, dont le réalisateur Wong Kar-wai est président, tout en s'essayant au thriller avec la production danoise A Second Chance, portée par un acteur devenu une star internationale, Nikolaj Coster-Waldau. Les critiques sont cette fois mitigées.
Son projet suivant est le mélodrame américain Serena, dont la sortie est prévue pour 2014. La réalisatrice remplace Darren Aronofsky, qui a décliné le projet. C'est Jennifer Lawrence qui remplace Angelina Jolie, face à Bradley Cooper. Mais le film est éreinté par la critique nord-américaine, et peine à se distribuer à l'international. Entre septembre et octobre 2014 elle est présidente du jury du 10e Festival du film de Zurich. Un mois plus tard elle est annoncée comme membre du jury des longs-métrages du 14e Festival international du film de Marrakech, présidé par Isabelle Huppert. Finalement elle ne sera pas présente.
En octobre 2015, elle fait partie du jury international du 28e Festival international du film de Tokyo, sous la présidence du réalisateur américain Bryan Singer.
À la suite de ces deux échecs, la réalisatrice met en scène la mini-série The Night Manager, portée par deux acteurs britanniques : Hugh Laurie et Tom Hiddleston. Les critiques sont excellentes lors de la diffusion des six épisodes en 2016 et la relancent.
L'année 2018 est marquée par la sortie de son troisième film américain, le thriller fantastique Bird Box, porté par Sandra Bullock, et mis en ligne exclusivement sur Netflix. John Malkovich et le rappeur Machine Gun Kelly complètent le casting. Les critiques sont satisfaisantes et le long-métrage est le plus gros succès de l'histoire de la plateforme de vidéo à la demande.
En septembre 2018, elle préside le jury de la section Venice Virtual Reality lors du 75e Festival de Venise.

## Filmographie
- 1989 : Songlines
- 1991 : Freud quitte la maison (Freud flyttar hemifrån... )
- 1992 : Lettre à Jonas (Brev til Jonas)
- 1994 : Affaires de famille (Det bli'r i familien)
- 1995 : Like It Never Was Before (Pensionate Oskar)
- 1997 : Sekten
- 1999 : The One and Only (Den eneste ene)
- 2000 : Once in a Lifetime (Livet är en schlager)
- 2002 : Open Hearts (Elsker dig for evigt)
- 2004 : Brothers (Brødre)
- 2006 : After the Wedding (Efter brylluppet)
- 2007 : Nos souvenirs brûlés (Things We Lost in the Fire)
- 2010 : Revenge (Hævnen)
- 2012 : Love is all you need (Den skaldede frisør)
- 2014 : Serena
- 2014 : A Second Chance (En chance til)
- 2016 : The Night Manager (mini-série télévisée)
- 2018 : Bird Box
- 2020 : The Undoing (mini-série télévisée)
- 2021 : The First Lady (série télévisée)
- 2024 : Un couple parfait (mini-série télévisée)